# Idioma filisteo
El idioma filisteo era la lengua de los filisteos, hablada —y raramente inscrita— en la franja costera del suroeste de Canaán, concretamente en la pentápolis formada por Gaza, Ascalón, Asdod, Gat y Ecrón. Dejó de escribirse, y presumiblemente de hablarse, hacia finales del siglo IX a. C., cuando fue sustituida por alguna rama de las lenguas cananeas locales (fenicia o hebrea).

## Aspectos históricos, sociales y culturales
El origen geográfico de los filisteos no está esclarecido, aunque se suele considerar que se asentaron en la región conocida como Filistea alrededor del 1200 a. C., como consecuencia de los movimientos de población causados por los «pueblos del mar». Es objeto de debate, sin embargo, su identificación con el grupo de «pueblos del mar» que las fuentes egipcias refieren como peleset. Parece probado que el idioma original de los filisteos era distinto de las lenguas de la región, pero las inscripciones de Tell es-Safi demuestran que en algún momento de la Edad del Hierro local los filisteos comenzaron a utilizar alguna de las ramas de las lenguas cananeas locales, así como su escritura. 
En cuanto al número de hablantes que pudo tener el filisteo, la población del área asociada con los filisteos rondaría los 25 000 habitantes en el siglo XII a. C., mientras que el pico máximo de población sería de unos 30 000 en el siglo XI a. C. Con todo, la naturaleza cananea tanto de la mayoría de los topónimos como de la cultura material sugieren que buena parte de la población sería indígena, por lo que el elemento filisteo constituiría probablemente menos de la mitad.
Con el tiempo, la nueva lengua cananea enmascaró y reemplazó a las tradiciones lingüísticas anteriores, que para entonces habrían quedado reducidas a sustrato lingüístico, ya que dejan de registrarse en las inscripciones. A finales de la Edad del Hierro local, en el siglo VIII o VII a. C., el principal idioma escrito de la Filistea era un dialecto cananeo escrito en una versión del alfabeto semítico occidental tan característica que Frank Moore Cross la denominó Escritura neo-filistea. Este dialecto se denomina en ocasiones «lengua de Ecrón» a raíz de la inscripción hallada en Ecrón en 1996, la más extensa relacionada con los filisteos. Un hecho llamativo es que la Biblia no menciona ningún problema lingüístico entre los israelitas y los filisteos, como sí hace en el caso de otros pueblos.  Finalmente, los filisteos comenzaron a utilizar alrededor del 300 a. C. el arameo, que era entonces la lingua franca de la región y estaba emparentado directamente con el cananeo.

### Glotónimo
El nombre filisteo que se utiliza actualmente para referirse a este idioma proviene del latín philistæus, variante de philistinus, que aparece en los escritos de Flavio Josefo. A su vez está tomado del griego φιλιστινοι (philistinoí), utilizado por Filón de Alejandría, si bien en la Septuaginta el término utilizado es φυλιστιειμ o φυλιστιιμ (fylistieim o fylistiim). En última instancia proviene del hebreo pĕlištī, «gente de Plešt» (Filistea); cf. el acadio palastu y el egipcio parusata.
Los estudiosos de la Biblia suelen proponer que el nombre se originaría a partir de la raíz semítica plš (en hebreo: פלש‎), que significa «dividir» o «invasor». El endónimo o autoglotónimo que los filisteos se daban a sí mismos no se conoce. Sin embargo, como la Biblia los menciona también como gentes de Kaftor (en hebreo: כפתור‎; quizá relacionado con Keftiu), que no es un término semítico, se ha sugerido que dicha palabra sea similar a la que usaban para referirse a sí mismos o a su idioma. Al parecer, el idioma también aparecería referido en la Biblia como «lengua de Asdod», aunque es controvertido si se refiere al idioma filisteo, al dialecto canaeo que los filisteos adoptaron a partir del siglo VIII a. C o a alguna otra lengua utilizada en la ciudad.
Otra teoría, propuesta por Jacobsohn y apoyada por otros autores, es que el nombre deriva de la región iliria de Palaeste, cuyos habitantes se habrían llamado Palaestīnī añadiéndole el sufijo ilirio -ino utilizado para grupos étnicos.

## Descripción lingüística

### Clasificación

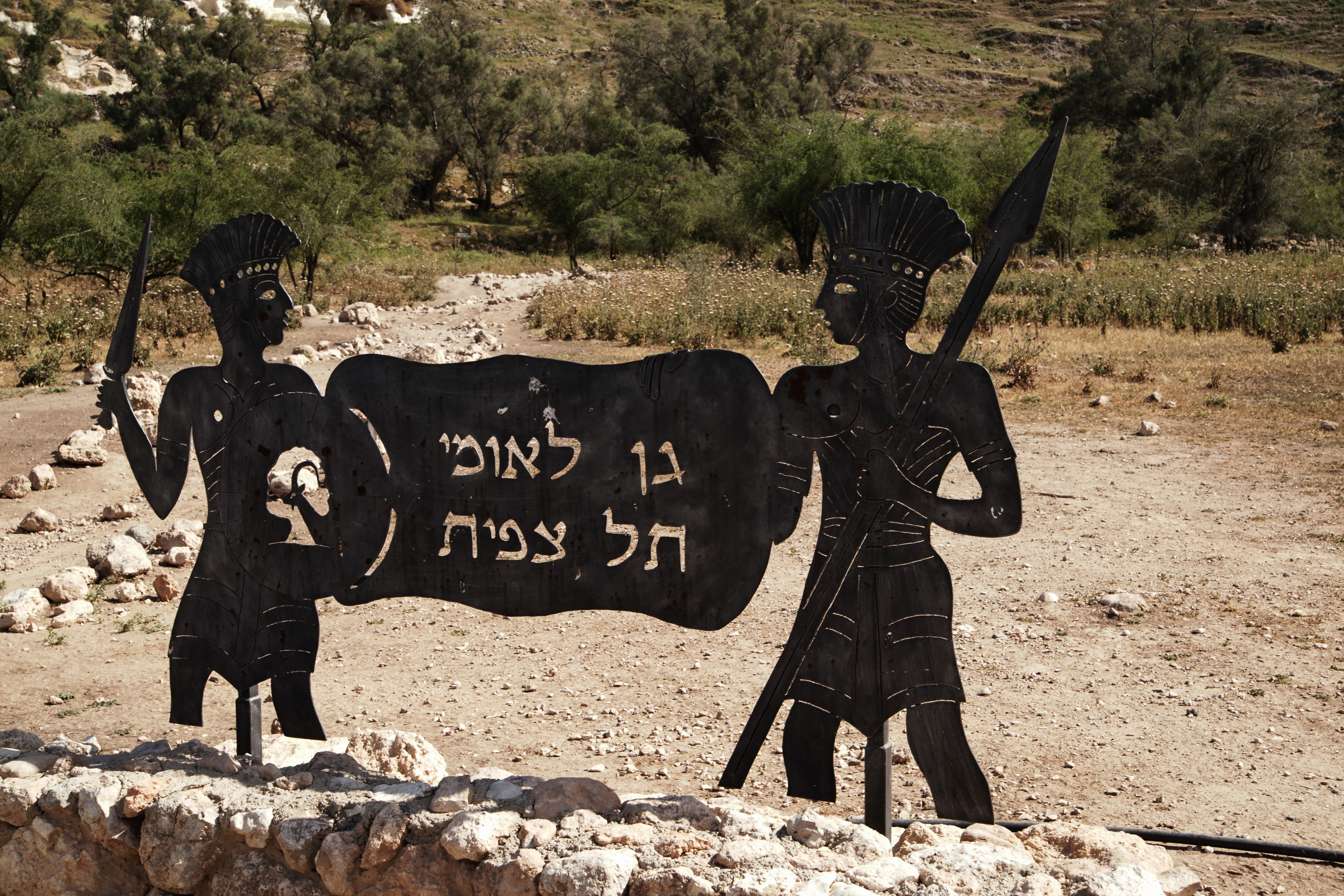
Representación moderna de unos soldados filisteos ubicada en el yacimiento arqueológico de Tell es-Safi, que generalmente se identifica con la ciudad filistea de Gat.

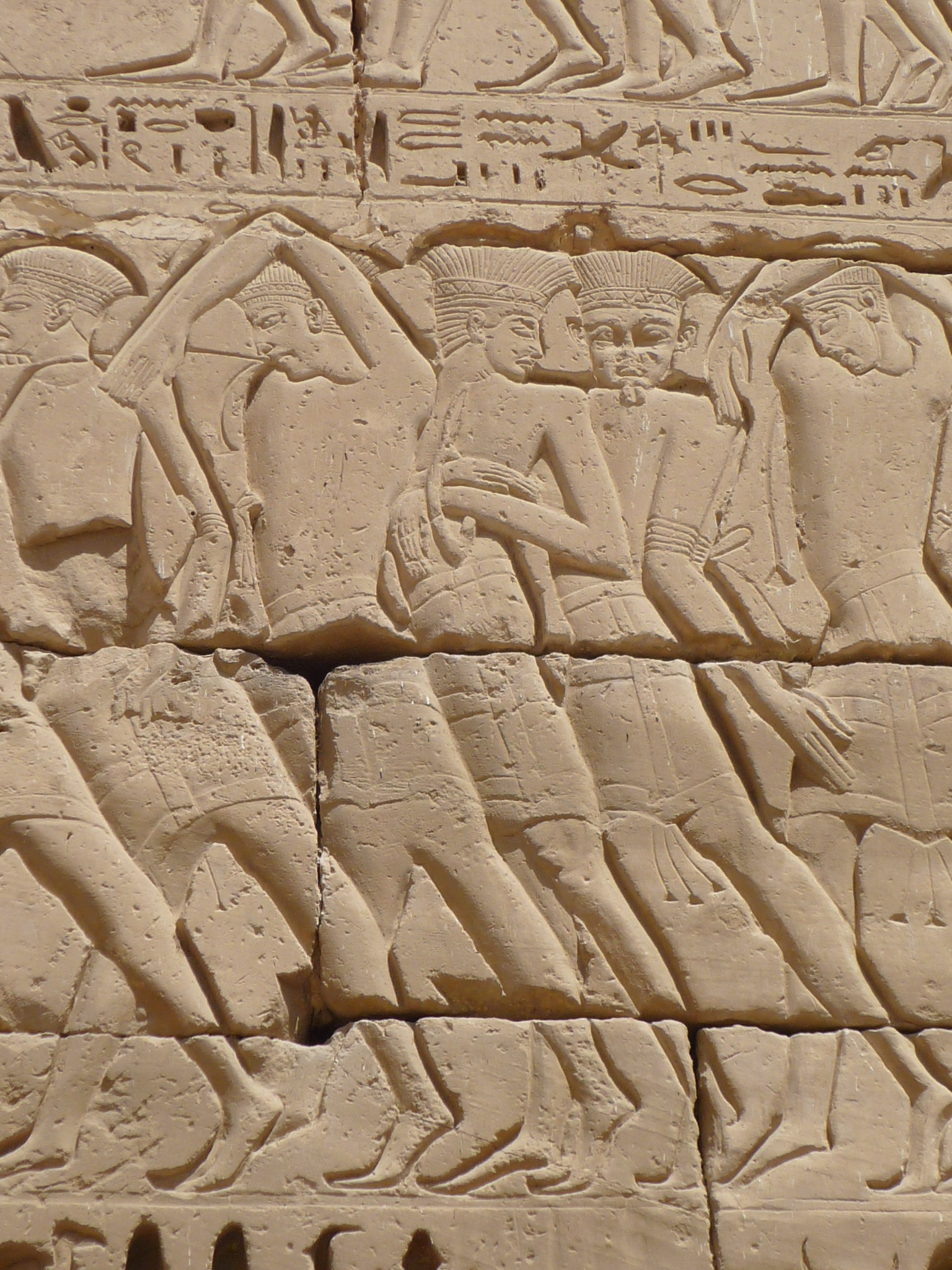
Prisioneros filisteos (parusata) representados en Medinet Habu, templo mortuorio del faraón Ramsés III.

Se sabe muy poco de dicho idioma, del que sobreviven unas pocas palabras en hebreo a modo de préstamos culturales. Estas describen instituciones específicamente filisteas, como los seranim, los «señores» de la Pentápolis filistea, el receptáculo ’argáz que aparece en la Biblia, únicamente en 1 Samuel (capítulo 6) o el título padî.
No hay suficiente información sobre el idioma de los filisteos como para relacionarlo con seguridad con ninguna otra lengua: su posible relación con lenguas indoeuropeas (incluso con el griego micénico) apoya la idea, por otra parte sin confirmar, de que los filisteos tienen su origen en los «pueblos del mar». Existen ciertos restos de vocabulario y onomástica no semíticos, pero las inscripciones auténticas —pues algunas han resultado ser falsificaciones modernas— son enigmáticas: se ha hallado una serie de «sellos de ancla» en miniatura inscritos en varios yacimientos filisteos. Por otro lado, el reducido corpus de breves inscripciones de la Edad del Hierro IIA-IIB de Tell es-Safi/Gat, demuestra que en algún momento de la Edad del Hierro local los filisteos comenzaron a utilizar alguna de las ramas de las lenguas cananeas locales (bien fenicio o hebreo), así como su escritura.
Así pues, juzgando solo por las inscripciones tardías, más numerosas, se podría interpretar erróneamente que el idioma filisteo no es más que una variedad de continuo dialectal cananeo. Por ejemplo, la inscripción de Ecrón, que identifica el yacimiento arqueológico con seguridad como la Ecrón bíblica, es el primer texto seguido que ha sido identificado como filisteo. Sin embargo, está escrito en un dialecto cananeo similar al fenicio.

#### Hipótesis indoeuropea
La evidencia a favor de que los filisteos hablaran una lengua indoeuropea es muy limitada. Algunas palabras relacionadas con los filisteos que aparecen en la Biblia no son de origen semítico y, en algunos casos y con reservas, se pueden rastrear hasta raíces protoindoeuropeas. Por ejemplo, R. D. Barnett rastreó la palabra filistea para «capitán», seren, que puede estar relacionada con el término neohitita sarawanas/tarawanas o el griego τύραννος, týrannos (que es en sí probablemente un préstamo de alguna lengua de Anatolia occidental). Edward Sapir defendió el origen indoeuropeo de kōbá o qōbá, «casco», referido al casco de cobre de Goliat y presumiblemente relacionado con el hitita kupaḫi.
Algunos nombres filisteos, como Achish, Ficol y Goliat parecen no ser de origen semítico y se han sugerido etimologías inodeuropeas. El nombre propio Achish se ha relacionado con el griego Ἀγχίσης (Anchisēs, «Anquises») o con el etnónimo griego «aqueo» (del griego arcaico Ἀχαίϝος, achaiwos). Sin embargo, se ha relacionado asimismo con lenguas no indoeuropeas, como el nombre hurrita Aki-ia-ash o el eblaíta A-ga-ish. El nombre propio Goliat (en hebreo: גלית‎) se ha relacionado con el nombre propio lidio Ἀλυάττης Alyattēs, que es la forma griega de un supuesto original *Walweiattes. En 2005 se halló en Tell es-Safi/Gat una inscripción de finales del siglo X/principios del siglo IX a. C. con dos nombres, uno de ellos (ולת, «wlt») muy similar a esta posible variante de Goliat. Otros autores han señalado la similitud del nombre «Goliat» con nombre luvitas como «Madduwatta» o «Azitawadda». La aparición de otros nombres no semíticos en inscripciones filisteas de la Edad del Hierro son indicativos adicionales de los posibles orígenes no semíticos del grupo.

## Escritura
Las inscripciones en filisteo son muy escasas, si bien parece tuvieron un sistema de escritura. En 1964 se hallaron en Deir ʿAllā unas tablillas en el mismo estrato arqueológico que unas vasijas de cerámica filistea. Las tablillas contenían algo más de cincuenta caracteres, agrupados en unas quince palabras separadas por líneas verticales, que de ese modo recuerdan a las tablillas minoicas escritas en lineal A y lineal B. Es probable que los textos contenidos estén en filisteo, pero podrían representar la escritura de algún otro pueblo; en todo caso, el corpus de textos hallado tanto de escritura chipro-minoica como filistea son tan exiguos que difícilmente podrían dar pie a pruebas concluyentes. Seguramente la escritura (así como la técnica administrativa del uso de sellos) se adoptó cuando las poblaciones filisteas ya habían crecido en complejidad, al menos una generación después de su supuesto asentamiento. Con posterioridad se utilizaría en cierta medida también el alfabeto semítico occidental, del que se han encontrado hallazgos posteriores. Comoquiera que fuese, el sistema de escritura del filisteo sigue siendo materia de debate.

## Ejemplos de inscripciones

### Inscripciones en escritura lineal
Las inscripciones en escritura lineal que se mencionan a continuación posiblemente encierran textos en filisteo. Algunos especialistas en chipro-minoico (como Sylvia Ferrara o Philip Steele) han expresado serias dudas sobre que el sistema de escritura de estos fragmentos esté realmente relacionado con el lineal A o B. En todo caso, el corpus de textos es tan exiguo que difícilmente podrían dar pie a pruebas concluyentes.
- Afek: una tablilla (datada en el siglo XI a. C.) con unas pocas líneas de texto.[48] La cerámica es con toda probabilidad de Tell es-Safi/Gat.[49] Algunos de los símbolos podrían ser numerales, con lo que se trataría de una tablilla de uso económico.[47] Algunos símbolos guardan similitud con el silabario chipro-minoico, aunque ciertamente no todos.[47]
- Ascalón: un fragmento de cerámica (datado a finales del siglo XI a. C.) con una inscripción de 9 marcas pintadas de derecha a izquierda.[50] La cerámica es local, y siete de los 9 símbolos tienen paralelos en la escritura chipro-minoica, por mucho que tanto el uso de pintura como el sentido de la escritura son ajenos a dicha sistema.[47]
- Asdod: sellos de cerámica con unas 5 o 6 marcas filisteas.[47][51][52][53] La lectura que sigue es de Facchetti y su aceptación es minoritaria:[54]

du-re?-()-te-ja
Texto 1

ja?-()-ro-ba + silabograma separado
Texto 2

- Tell Qasile: insripción en un ánfora. Según Facchetti se puede leer:[54]

ti?-jo 1

Se han hallado algunos fragmentos de cerámica micénica con caracteres aislados que se asemejan a la escritura chipro-minoica (probablemente marcas de alfarero). Así mismo, también algunas marcas en «ánforas cananeas» y otras vasijas de Ascalón se han identificado como símbolos chipro-minoicos, pero estos son mucho más sencillos y no cuentan con paralelos muy convincentes.

### Inscripciones en escritura semítica
Se han identificado como filisteos unos pocos textos de cierta entidad, como un óstracon hallado en ʿIzbet Ṣarṭah y dos hallados en Tell Jemmeh.
El texto hallado en Izbet-Sartah (5 líneas, siglo IX a. C.) está escrito, según parece, en alfabeto protocananeo, precursor del alfabeto fenicio. El texto no se ha podido interpretar, a excepción de la última línea, que es una lista alfabética: se trata de las letras del alfabeto en el orden que tienen en la escritura fenicia, aunque falta la m, en cuyo lugar hay un espacio en blanco y existen dos anomalías, h z y p ʿ.

1. ʾbsdhʾt ʾʿ
2. ktnʿqhʾtbʾz[]tʿltt
3. y qsqq
4. ʿygbnhpʾtbhdzqlʿtʿʾʿbʾhbrʿbs
5. ʾbgdhwhztykl[]nspʿsqršt

El primer óstracon de Tell Jemeh (siglo VII a. C.) es una lista de nombres, en la que cada línea significa «A (hijo de) B», se acuerdo con Kempinski. Cada línea acaba con el sufijo -š, interpretado como una marca de genitivo indoeuropeo. Aunque la mayoría de los nombres son semíticos, alrededor de un tercio pueden tener paralelos en lenguas anatolias o eteochipriota (según textos asirios). Facchetti, sin embargo, interpreta que la marca de genitivo estaría relacionada con el etrusco.

1. lhrš . bnkš
2. wnnt . ʾdnš
3. šlm . ʾnš
4. bʿlšmʾ . šgš
5. rkʾ . šmʾš
6. bʿlʾ . hmš
7. ntn . ppš
8. tb . šl[

El segundo óstracon de Tell Jemeh (siglo VII a. C.) es también, al parecer, una lista de nombres con números al final de cada línea. En el texto se encuentra repetidamente la marca morfológica -yh y probablemente el ya mencionado sufijo genitivo -š.

1. []h klytbš[]
2. [] ksryh 2[]
3. []y brzyh 20[]
4. []rvš 3Z []
5. [] 1Z

Quizás se podrían añadir a estos varios óstraca con 1 o 2 marcas de Asdod, Tell Qasile, Tell el-Farah, etc. Naveh cuenta un total 14 inscripciones filisteas realizadas con escritura fenicia o aramea.